# Trichilia stipitata
Trichilia stipitata là một loài thực vật có hoa trong họ Meliaceae. Loài này được T.D. Penn. miêu tả khoa học đầu tiên năm 1981.